# Сары, Юсуф
Юсуф Сары (тур. и фр. Yusuf Sarı; род. 20 ноября 1998, Мартиг) — турецкий и французский футболист, вингер клуба «Адана Демирспор» и национальной сборной Турции.

## Клубная карьера

### «Олимпик Марсель»
Профессиональный дебют за «Олимпик Марсель» состоялся 24 сентября 2017 года в матче Лиги 1 против «Тулузы» (2:0).

### «Клермон» (аренда)
29 августа 2018 года Сари был отдан в аренду в команду Лиги 2 «Клермон» до конца сезона. Но он вернулся в Марсель в январе 2019 года.

### «Трабзонспор»
18 июня 2019 года подписал трехлетний контракт с клубом «Трабзонспор».

### «Адана Демирспор»
31 мая 2022 года «Адана Демирспор» подписал с Сари трехлетний контракт.

## Международная карьера
Сари родился во Франции, но имеет турецкие корни. 23 марта 2018 года дебютировал за молодежную сборную Турции в матче кваликации на чемпионат Европы среди молодёжных команд 2019 против Швеции.
Дебют за национальную сборную состоялся 15 октября 2023 года в матче квалификации на чемпионат Европы 2024 против сборной Латвии (4:0), заменив на 75-й минуте Юнуса Акгюна.

## Достижения

### «Трабзонспор»
- Серебряный призёр чемпионата Турции: 2019/2020
- Обладатель Кубка Турции: 2019/2020
- Обладатель Суперкубка Турции: 2020